# Tanjung Sakti (Tanjung Sakti Pumi)
Tanjung Sakti is een bestuurslaag in het regentschap Lahat van de provincie Zuid-Sumatra, Indonesië. Tanjung Sakti telt 1117 inwoners (volkstelling 2010).